# Gründerwettbewerb – Digitale Innovationen
Der Gründerwettbewerb – Digitale Innovationen des deutschen Bundesministeriums für Wirtschaft und Energie (BMWi) unterstützt Start-ups, deren Ideen auf moderner Informations- und Kommunikationstechnik (IKT) basieren, mit Preisgeldern sowie mit Coaching und Beratung bei der Unternehmensgründung. Der „Gründerwettbewerb – Digitale Innovationen“ baut auf eine lange Tradition und folgt auf den „Gründerwettbewerb – IKT Innovativ“ (2010–2015) und auf den „Gründerwettbewerb – Mit Multimedia erfolgreich starten“ (2004–2010) bzw. „Gründerwettbewerb – Multimedia“ (1997–2001). Der Ideenwettbewerb ist Teil der Digitalen Agenda 2014–2017 der deutschen Bundesregierung. Mit der Durchführung ist die VDI/VDE Innovation + Technik GmbH (VDI/VDE-IT) beauftragt. Es finden zwei Wettbewerbsrunden pro Jahr statt. Die Preisverleihungen finden auf der IFA in Berlin sowie auf der CeBIT in Hannover statt. Insgesamt stehen pro Wettbewerbsjahr über 600.000 Euro zur Verfügung, um jungen innovativen Technologieunternehmen Starthilfe zu geben.

## Der Wettbewerb
Der Gründerwettbewerb ist ein Ideenwettbewerb. Die Bewerber sollen zur Teilnahme ihr Gründungskonzept auf maximal 15 Seiten beschreiben. Die Ausarbeitung eines vollständigen Geschäftsplans ist für die Teilnahme am Wettbewerb nicht erforderlich. In der Ideenskizze soll der innovative Kern der Idee dargestellt sowie auf die fachlichen und kaufmännischen Kompetenzen eingegangen werden. Außerdem sollte die Umsetzbarkeit der Gründungsidee in wirtschaftlicher und technischer Hinsicht sowie in Bezug auf die Ressourcenplanung ersichtlich werden.
Es gibt zwei Wettbewerbsrunden jährlich, die jeweils in zwei Phasen verlaufen. In der ersten Phase können die Gründerteams ihre Ideenskizzen einreichen. Alle Teilnehmer erhalten von der Jury ein professionelles Feedback zu ihren Ideenskizzen. Die Top-50 Teams mit den besten Konzepten erhalten in der zweiten Phase die Chance, dieses Feedback zu nutzen, ihre Ideenskizze weiter auszuarbeiten und erneut einzureichen. Auf Basis der überarbeiteten und optimierten Ideenskizzen werden dann von der Jury die Preisträger ausgewählt. Damit zielt der Ideenwettbewerb darauf ab, den wirklich innovativen Ideen eine Chance zu geben, auch wenn zunächst noch einige Bereiche wie Marketing und Vertrieb, das Umsetzungskonzept oder die Finanzplanung Schwächen aufweisen.

## Preise
In jeder Wettbewerbsrunde werden bis zu sechs Gründungsideen mit Hauptpreisen von jeweils 32.000 Euro ausgezeichnet. Dabei sollte das Preisgeld als Startkapital für eine Unternehmensgründung dienen. Ein Teilbetrag in Höhe von 7.000 Euro wird zeitnah nach der Preisverleihung ausgezahlt. Die restliche Auszahlung in Höhe von 25.000 Euro ist an die konkrete Unternehmensgründung in Form einer GmbH oder einer AG mit Sitz in Deutschland gebunden. Darüber hinaus werden bis zu fünfzehn weitere Gründungsideen mit Geldpreisen von jeweils 7.000 Euro ausgezeichnet. Zudem schreibt das BMWi regelmäßig Sonderpreise zu aktuellen Themen der „Digitalen Agenda“ aus, die mit einem Preisgeld von bis zu 10.000 Euro dotiert sind. Die Themen der Sonderpreise werden in der jeweiligen Runde auf der Website des Gründerwettbewerbs bekanntgegeben. Alle Teilnehmer des Gründerwettbewerbs erhalten eine schriftliche Einschätzung ihrer Gründungsidee hinsichtlich Stärken, Schwächen, Chancen und Risiken (SWOT-Analyse). Alle Preisträger erhalten ein umfangreiches, auf ihre individuellen Bedürfnisse abgestimmtes, Coaching- und Qualifizierungsprogramm.

## Bewerbungsfristen
Es finden jährlich zwei Wettbewerbsrunden statt. 

### Termine

#### Runde 1
- Phase 1: 1. Januar – 31. März
- Phase 2: 1. Juni – 30. Juni

#### Runde 2
- Phase 1: 1. Juli – 30. September
- Phase 2: 1. Dezember – 31. Dezember[2]

## Teilnahmevoraussetzungen
Zur Teilnahme sind alle Personen mit dem Wohnsitz in Deutschland berechtigt, die beabsichtigen ein Unternehmen in Deutschland zu gründen.
Eine schon erfolgte Gründung der Teilnehmer in Form einer GmbH oder einer AG darf bei der Registrierung maximal vier Monate zurückliegen. Ausgenommen von dieser Regel sind Unternehmergesellschaften (UG).
Eine Bewerbung beim „Gründerwettbewerb – Digitale Innovationen“ kann bis zu zwei Mal in den folgenden Wettbewerbsrunden wiederholt werden.